# 은하에 킥오프!!
《은하에 킥오프!!》(일본어: 銀河へキックオフ!!)는 일본의 만화 작품이다. 2012년 4월부터 2013년 2월까지 동명의 애니메이션이 NHK BS 프리미엄과 NHK 종합 텔레비전에서 방영되었다.

## 개요
카와바타 히와토의 소설 「은하의 월드컵」을 원작으로 한 소년 축구를 테마로 한 스포츠 애니메이션이다.
본편 방송 종료후에는, 프로 축구 선수가 출연하는 실사 미니 프로그램 「은하에 킥오프!! ~J리거에게 도전~」를 5분 범위로 방송.
캐치 카피는 「목표로 하고는 은하 1! 그것이 우리들의 축구다!」.

## 줄거리
축구를 좋아하는 소년 오오타 쇼우는 소속하는 모모야마 프레데타가 인원수 부족을 위해 해산해 버려 멤버 모음을 시작한 곳, 전학생의 타카토와 에리카와 여자 프로 축구 선수 시미즈 미사키와 만난다. 새로운 팀메이트와 함께, 축구의 은하 1을 목표로 한다.